# تدخل غير دوائي (علم الأوبئة)
في علم الأوبئة، التدخل غير الدوائي هو أي طريقة مستخدمة للحد من انتشار الأوبئة دون الحاجة إلى علاجات دوائية. تشمل الأمثلة على التدخلات غير الصيدلانية التي تحد من انتشار الأمراض المعدية ارتداء أقنعة الوجه والابتعاد عن المرضى.
تشير مراكز السيطرة على الأمراض والوقاية منها إلى التدخلات الشخصية والمجتمعية والبيئية. أُوصي بالتدخلات غير الصيدلانية أثناء جائحة الإنفلونزا على المستويين المحلي والعالمي، ودُرست على نطاق واسع خلال جائحة إنفلونزا الخنازير 2009 وجائحة فيروس كورونا (كوفيد-19). التدخلات غير الصيدلانية هي مجموعة من التدابير التي يمكن استخدامها في أي وقت، وتستخدم في الفترة بين ظهور مرض وبائي ونشر لقاح فعال.

## الأنواع
من أمثلة على التدخلات غير الصيدلانية البقاء في المنزل لمنع انتشار المرض المحتمل، وتغطية الفم أثناء السعال والعطاس، وغسل اليدين بانتظام. تشمل الأمثلة الأخرى مدراء المدارس وأماكن العمل والمناطق المجتمعية وما إلى ذلك، باتخاذ الإجراءات الوقائية المناسبة وتذكير الأفراد بأخذ الاحتياطات اللازمة لتجنب انتشار المرض. معظم التدخلات غير الصيدلانية بسيطة، وتتطلب القليل من الجهد لتطبيقها، وإذا نُفذت بشكل صحيح، يمكن أن تنقذ ملايين الأرواح.

### تدابير الحماية الشخصية

#### نظافة اليدين
يمكن غسل اليدين بالماء والصابون أو بمطهرات الأيدي الحاوية على الكحول. يعد غسل اليدين من الممارسات المستخدمة بالفعل في العديد من البلدان من أجل منع انتشار الأمراض المعدية. رغم أن تعقيم اليدين بالكحول قد يكون مكلفًا للغاية في بعض الأماكن، يعد تعقيم اليدين بالماء والصابون من أكثر التدابير الوقائية فعالية من حيث الكلفة.

#### آداب الجهاز التنفسي
تشير آداب الجهاز التنفسي إلى الطرق التي يستخدمها الفرد لمنع انتقال المرض عند السعال أو العطاس. يشمل ذلك تغطية الفم باليد أو الكوع أو الكم أثناء السعال أو العطاس، بالإضافة إلى التخلص السليم أو غسل الأشياء الملوثة المستخدمة لتغطية الفم بعد السعال أو العطاس. تعد هذه الطرق فعالة من حيث الكلفة، مثل إجراءات تعقيم اليدين المناسبة.

#### أقنعة الوجه
يمكن ارتداء أقنعة الوجه لتقليل انتقال أمراض الجهاز التنفسي من شخص لآخر. تُستخدم الأقنعة الطبية في أماكن الرعاية الصحية حتى في الأوقات التي لا يوجد فيها جائحة. أثناء الجائحة، يوصى بأن يرتدي الأفراد الذين لديهم أعراض أقنعة طبية وحيدة الاستخدام في جميع الأوقات عند تعاملهم مع الآخرين، وأن يرتدي الأفراد الذين لا تظهر عليهم أعراض أقنعة الوجه أثناء انتشار الأوبئة للحد من انتقال العدوى. رغم أن منظمة الصحة العالمية أوصت بعدم استخدام أقنعة القماش القابلة لإعادة الاستخدام في عام 2019، إلا أنها تقترح حاليًا استخدامها من قبل عامة الأفراد عندما يكون التباعد الجسدي غير ممكن كجزء من نهج «اتخذ جميع الإجراءات الممكنة!» للوقاية من وباء فيروس كورونا.

### التدابير البيئية

#### تنظيف الأسطح والأشياء
يمكن أن تعيش الكائنات الممرضة خارج الجسم على الأسطح الصلبة لفترات تتراوح من ساعات إلى أسابيع، حسب نوع الفيروس والظروف البيئية. إن تطهير الأسطح بمواد مثل المبيض أو الكحول يقتل الجراثيم، ويمنع انتقال الانتقال غير المباشر للمرض. يجب غسل الأسطح المتسخة قبل استخدام المطهر. 

#### مصابيح الأشعة فوق البنفسجية
يمكن استخدام الأشعة فوق البنفسجية لقتل الكائنات الحية الدقيقة الموجودة في البيئة. قد يكون تركيب مصابيح الأشعة فوق البنفسجية مكلفًا ويستغرق وقتًا طويلًا؛ من غير المحتمل أن تُستخدم عند تفشي الوباء. هناك مخاوف صحية محتملة تتعلق بالأشعة فوق البنفسجية، لأنها قد تسبب الإصابة بالسرطان ومشاكل في العين. لا توصي منظمة الصحة العالمية باستخدامها.

#### زيادة التهوية
قد تؤدي زيادة تهوية الغرفة عبر فتح النوافذ أو استخدام أنظمة التهوية الآلية إلى الحد من انتقال العدوى داخل الغرفة. رغم من أن فتح النافذة قد يؤدي إلى ظهور مسببات الحساسية وملوثات الهواء أو دخول الهواء البارد في بعض المناخات، يعد بشكل عام نوعًا من التدخلات الرخيصة والفعالة، وقد تتفوق مزاياه على عيوبه.

#### تعديل الرطوبة
تتكاثر الفيروسات مثل الإنفلونزا وفيروس كورونا في البيئات الجافة الباردة، وقد تؤدي زيادة الرطوبة في الغرفة إلى الحد من انتقالها. مع ذلك، قد تسبب الرطوبة العالية العفن والنمو الفطري، ما قد يؤدي بدوره إلى مشاكل في الجهاز التنفسي. بالإضافة إلى ذلك، يعد شراء أجهزة ترطيب الهواء عالي الكلفة وغالبًا ما تكون الإمدادات شحيحة في بداية الوباء.

### إجراءات التباعد الاجتماعي

#### تتبع المخالطين
يتضمن إجراء تتبع المخالطين تحديد الأفراد المحتمل اختلاطهم مع أفراد مصابين، وتحذير هؤلاء الأفراد من احتمالية تعرضهم للعدوى. يحمل إجراء تتبع المخالطين تداعيات أخلاقية، فهو يتعدى على خصوصية الفرد المصاب. بالإضافة إلى ذلك، يحمل تكلفة موارد كبيرة، إذ يتطلب موظفين مدربين لإجراء التتبع. قد لا تتمكن البلدان الأقل ثراءً من تهيئة فريق عمل لتتبع المخالطين. من المرجح أن يؤدي تتبع المخالطين إلى زيادة عدد الأشخاص الموجودين في الحجر الصحي. بشكل عام، قد يكون له مبررات، فقد يقلل من انتشار المرض في بداية الجائحة، ويسمح بالكشف المبكر عن الحالات المخالطة لفرد مصاب.

#### الحجر الصحي للأفراد المخالطين
يشمل الحجر الصحي الحبس الطوعي أو المفروض على المخالطين للمرضى، بغض النظر عما إذا كانوا قد أصيبوا بالمرض. غالبًا ما يُجرى الحجر الصحي في المنزل، لكنه قد يُجرى في مكان آخر، مثلًا، على متن السفن (الحجر الصحي البحري) أو شركات الطيران (الحجر الصحي على متن الطائرة). مثل عزل الأفراد المرضى، يثير الحجر الصحي القسري للأفراد المخالطين مخاوف أخلاقية، رغم أن المخاوف في هذه الحالة قد تكون أكبر؛ يتضمن الحجر الصحي تقييد حركة الأفراد الغير مصابين، وفي بعض الحالات، قد يسبب مخاطر أكبر إذا وُضعوا في الحجر الصحي مع الشخص المريض نفسه، مثل أحد أفراد أسرة المريض أو رفيق السكن الذي يعيش معه. مثل العزل، يسبب الحجر الصحي مخاطر مالية بسبب التغيب عن العمل.

### التدابير المتعلقة بالسفر

#### نصائح متعلقة بالسفر
تتضمن نصائح السفر تحذير المسافرين المحتملين بأنهم قد يدخلون منطقة متأثرة بتفشي أحد الأمراض. يسمح ذلك باتخاذ قرارات مناسبة قبل السفر، ويزيد من الوعي عندما يكون المسافر ضمن البلد المقصود. استُخدمت حملات التوعية العامة سابقًا في المناطق المتأثرة بالأمراض المعدية مثل حمى الضنك والملاريا وفيروس كورونا المرتبط بمتلازمة الشرق الأوسط التنفسية وفيروس الإنفلونزا إتش1إن1. رغم أن حملات التوعية هذه تحد من المخالطة بين المسافرين إلى الخارج، قد تسبب مشاكل اقتصادية بسبب انخفاض نسبة السفر إلى البلدان التي أُصدرت المشورة بشأنها. بشكل عام، يعتبر هذا النوع من التدخل ممكنًا ومقبولًا.

#### كوفيد-19
فيروس كورونا هو مرض يسببه فيروس كورونا المرتبط بالمتلازمة التنفسية الحادة الشديدة النوع 2 (سارس-كوف-2) الذي انتشر من الصين وأصبح جائحة. تُستخدم حاليًا العديد من لقاحات كوفيد-19، إذ أُعطيت 6.54 مليار جرعة في جميع أنحاء العالم اعتبارًا من 12 أكتوبر عام 2021.
في المراحل المبكرة من جائحة كوفيد-19، قبل تطوير اللقاحات، كانت التدخلات غير الصيدلانية أساسية لتخفيف العدوى وتقليل الوفيات المرتبطة بهذا المرض. بقيت بعض التدخلات غير الصيدلانية مطبقة حتى بعد التلقيح واسع النطاق. حددت إحدى التقارير أكثر من 500 إجراء غير صيدلاني للحد من انتقال وانتشار فيروس سارس-كوف-2؛ تمت تجربة معظم هذه الإجراءات في الممارسة العملية. تشير الأدلة إلى أن الاستراتيجيات عالية الفعالية تشمل إغلاق المدارس والجامعات وحظر التجمعات الكبيرة وارتداء أقنعة الوجه.